# Collège des Beaux-Arts de l'Université de Téhéran
 (août 2023).
Le Collège des Beaux-Arts, qui s'appelait autrefois la Faculté des Beaux-Arts, est l'un des campus de l'Université de Téhéran où sont enseignées diverses disciplines artistiques. Cette faculté est l'un des plus anciens centres d'enseignement supérieur artistique en Iran,.
André Godard, Mohsen Foroughi, Houchang Seyhoun (fa), Mohammad-Reza Lotfi sont parmi ses directeurs.